# آن فيرونيكا
آن فيرونيكا (بالإنجليزية: Ann Veronica)‏، هي رواية من صنف المرأة الجديدة الذي ظهر في مطلع القرن العشرين بقلم هربرت جورج ويلز ونشرت في عام 1909.
تصف الرواية تمرد البطلة آن فيرونيكا ستانلي، وهي سيدة شابة في الثانية والعشرين، ضد تسلط والدها الصارم من الطبقة المتوسطة. تجسد الرواية مشاكل المرأة الجديدة المعاصرة. تقع احداثها في لندن وضواحيها أيام الفترة الإدواردية. تقدم الرواية مقالات قصيرة عن حركة تصويت المرأة في بريطانيا العظمى وبها فصل مستوحى من محاولة المطالبات بالتصويت لاقتحام البرلمان عام 1908.

## الاستقبال
أثارت آن فيرونيكا ضجة كبيرة عندما نشرت في خريف عام 1909 بسبب الحساسيات النسوية للبطلة وأيضا بسبب علاقة ويلز مع أمبر ريفز، وهي نسوية بريطانية وهي التي ألهمت شخصية العنوان.
ورغم أن الرواية تبدو وديعة الآن، فقد اعتبرت فضيحة من قبل الكثيرين في زمنها، وندد بها على أنها «قادرة على تسميم عقول قرائها» كما وصفت مجلة ذا سبيكتيتور.
أدرجت آن فيرونيكا في المكتبة الحديثة عام 1917، وهي السنة التي تأسست فيها شركة النشر. ونشرت طبعات المكتبة الحديثة اللاحقة في عام 1926، و1928، و1933.

## الاقتباسات
قدمت مسرحية «آن فيرونيكا» الموسيقية في عام 1969.
تم تصويرها للتلفزيون في عام 1952 ولعبت مارغريت لوكوود دور البطولة.